# Forum Dirigieren

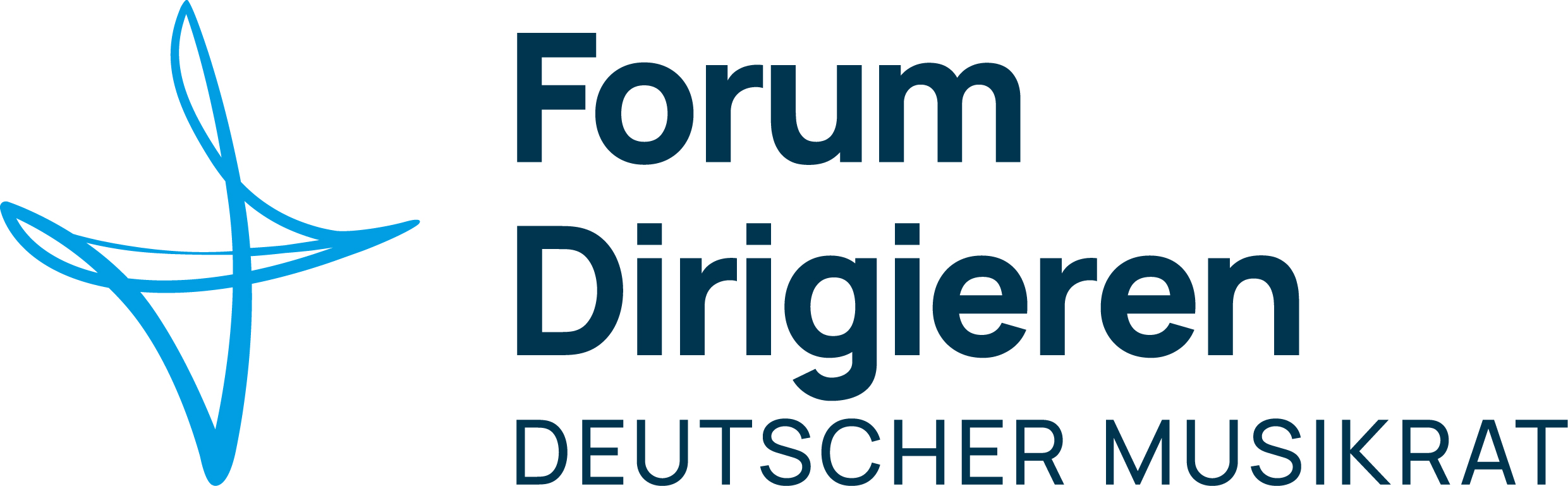
Logo des Forum Dirigieren

Das Forum Dirigieren (ehemals Dirigentenforum) ist das bundesweite Förderprogramm des Deutschen Musikrates für den dirigentischen Nachwuchs in Deutschland, das in den Sparten Orchesterdirigieren und Chordirigieren durch Meisterkurse junge Talente fördert und für die künstlerische Begegnung der jungen Dirigenten mit national wie international renommierten Dirigentenpersönlichkeiten steht.

## Geschichte
Das bundesweite Förderprogramm Forum Dirigieren des Deutschen Musikrates ist im Jahr 1991 aus einem Zusammenschluss der bis dahin unabhängigen dirigentischen Fördermaßnahmen in Ost- und Westdeutschland hervorgegangen. Seit 1960 veranstaltete der Deutsche Musikrat (DMR) im Rahmen des „Deutschen Musikwettbewerbs“ (DMW) und der Bundesauswahl Konzerte Junger Künstler (BA KJK) so genannte Auswahldirigieren, die beim Rundfunkorchester Hannover stattfanden. In den Jahren 1988/89 und 1989/90 wurden sie als Dirigentenforen des DMWs durchgeführt. In der DDR fanden ab ca. 1969, gegründet vom damaligen Zentralen Bühnennachweis, der späteren Direktion für Theater und Orchester, Dirigierkurse in Jena, Gotha, Berlin und Weimar statt. In den Jahren 1975 bis 1989 existierte außerdem die unter der Leitung von Kurt Masur tätige „Ständige Jury Dirigieren der DDR“.
Im Jahr 1991 wurden die bereits bestehenden Initiativen unter dem Dach des Deutschen Musikrates zusammengeführt: Es entstand das noch heute in dieser Form bestehende Forum Dirigieren. Im Jahr 2008 erfuhr das Programm eine Erweiterung um die Förderung junger Chordirigenten.

## Ziele und Aufgaben
Das Forum Dirigieren wendet sich an den dirigentischen Nachwuchs in Deutschland. Überdurchschnittlich begabte junge Dirigenten werden mit der Teilnahme an Meisterkursen und der Vermittlung von Assistenzen und Förderkonzerten auf Spitzenpositionen im professionellen Musikleben vorbereitet.
Das mehrjährig angelegte Förderprogramm kann für Spitzenbegabungen bis zur Auszeichnung mit dem Deutschen Dirigentenpreis bzw. dem Deutschen Chordirigentenpreis führen.
Im Forum Dirigieren erwartet die Stipendiaten ein umfangreiches Arbeitsprogramm mit Berufsorchestern und Chören. Jährlich finden rund zwanzig Dirigierkurse des Forum Dirigieren statt, die von erfahrenen Mentoren geleitet werden und den Stipendiaten die Möglichkeit bieten, sich unter professionellen Bedingungen weiter zu qualifizieren. Assistenzen, Förderkonzerte, Preise und Stipendien sind weitere Bestandteile der Förderung, wobei die angebotenen Maßnahmen individuell auf die Stipendiaten abgestimmt werden. Das Forum Dirigieren arbeitet mit einer ständig wachsenden Zahl von Dirigenten, Orchestern, Chören, Musiktheaterensembles sowie mit den öffentlich-rechtlichen Rundfunkanstalten zusammen. Inzwischen sind weit über einhundert deutsche Kulturorchester sowie Rundfunk-, Opern- und semiprofessionelle Chöre Partner des Forum Dirigieren. Kooperationen mit ausländischen Klangkörpern ergänzen das umfassende Angebot.
Weiterer Bestandteil der Förderung durch das Forum Dirigieren ist die Vermittlung von Konzerten über die Konzertförderung Forum Dirigieren (ehemals „Maestros von Morgen“). Diese Künstlerliste wendet sich an die Träger der deutschen Kulturorchester, die die vorgestellten Stipendiaten für Konzerte und weitere Aufgaben innerhalb ihres Orchesterbetriebs engagieren können. Die Kosten hierfür können auf Antrag anteilig vom Deutschen Musikrat übernommen werden.

## Veröffentlichungen
In der Zeitschrift „Accelerando“ (ehemals „Mitteilungen“) informiert das Forum Dirigieren halbjährlich über die Arbeit und die Veranstaltungen des Projekts. Die Künstlerliste der Konzertförderung Forum Dirigieren (ehemals „Maestros von Morgen“), die herausragende Stipendiaten vorstellt und an Orchester vermittelt, wird stetig aktualisiert.

## Förderer
Das Forum Dirigieren wird überwiegend durch Mittel der Beauftragten der Bundesregierung für Kultur und Medien und der Kulturstiftung der Länder finanziert. Weitere Förderer sind die Gesellschaft zur Verwertung von Leistungsschutzrechten, die Deutsche Orchestervereinigung, die Deutsche Orchesterstiftung, der Deutsche Bühnenverein, das Internationales Kurt-Masur-Institut sowie die Verlage Bärenreiter sowie Breitkopf & Härtel und Carus. Aktivitäten im Ausland werden durch das Goethe-Institut unterstützt.